# NGC 4546
NGC 4546 ist eine linsenförmige Galaxie vom Hubble-Typ E/SB0 im Sternbild Jungfrau. Sie ist schätzungsweise 43 Millionen Lichtjahre von der Milchstraße entfernt.
Das Objekt wurde am 29. Dezember 1786 von dem Astronomen Wilhelm Herschel entdeckt.